# Tápiószőlős
Tápiószőlős är en ort i Ungern.   Den ligger i provinsen Pest, i den centrala delen av landet, 60 km öster om huvudstaden Budapest. Tápiószőlős ligger 96 meter över havet och antalet invånare är 3 155.
Terrängen runt Tápiószőlős är mycket platt. Runt Tápiószőlős är det ganska tätbefolkat, med 120 invånare per kvadratkilometer. Närmaste större samhälle är Nagykáta, 14,9 km nordväst om Tápiószőlős. Trakten runt Tápiószőlős består till största delen av jordbruksmark.